# 楊榮妃 (明世宗)
恭淑安僖榮妃（?—1566年)，楊氏，驃騎將軍兼錦衣衛指揮使楊朝宗之女，錦衣衛指揮僉事楊廷美之妹，明朝明世宗朱厚熜之妃。

## 生平
楊氏的出生及入宮日期均不詳。根據《明世宗肅皇帝實錄》的記載，嘉靖四十五年六月二十五日，「未封妃」楊氏薨逝，嘉靖帝諭禮部曰：「楊氏侍朕十餘年如一日，昨火中隨主，恩當加厚，其追封為榮妃，謚恭淑安僖，喪葬如皇貴妃閻氏例減四之一，仍命祔葬於貴妃塋次」。嘉靖帝「追悼不已」，贈榮妃之父楊朝宗為驃騎將軍、錦衣衛指揮使，並授兄楊廷美為錦衣衛指揮僉事。
孝潔皇后的享殿只有五間，中間安置孝潔皇后的神主，東邊第一室安置榮安惠順端僖皇貴妃及哀冲太子的神主，西邊第一室安置端和恭順溫僖皇貴妃及莊敬太子的神主，東邊第二室安置懷榮賢妃的神主，西邊第二室安置榮安貞妃的神主。禮部認為榮妃既然祔葬於孝潔皇后陵墓之旁，理應祔享於享殿，但如今五室已滿，若另行建造新室，則與祔享之義不符，便奏請嘉靖帝進行裁決。嘉靖四十五年七月二十八日，嘉靖帝下詔將恭淑安僖榮妃的神主與懷榮賢妃的神主安置在同一室內，同年閏十月十三日，正式安葬恭淑安僖榮妃楊氏。

## 恭淑安僖榮妃楊氏壙誌
《鑑江初集》所錄入的《恭淑安僖榮妃楊氏壙誌》節錄如下：
```
「妃楊氏，口口人，父口口，母口氏。妃少有淑質，以嘉靖口口年口月口日選入內廷，事我皇上，夙夜服勤，小心寅畏，歷十餘年如一日。嘗在上前，猝遇火灾，勢且延爇，眾皆恇怖避之，妃於造次間猶趨侍依隨，不少離左右。上嘉其忠慎，眷注有加焉。昔馮婕妤以身當熊，為當時所嘉尚。若妃者，亦能追跡乎此矣。四十五年六月二十五日巳時，以疾薨，距其生年口月口日口時，享年口口。訃聞，上悼惜之，諭禮官喪儀從厚，畧與皇貴妃等，以七月初七日賜册追封爲榮妃，併賜謚曰恭淑安僖［……］。上命如貴妃故事，附厝于天壽山之陵次，示寵異也。夫脩短有數，惟榮名爲不朽，妃以忠勤之德，生荷隆恩，沒膺顯號，六闈交譽，百世流光，則雖未及遐壽，其亦足以垂不朽矣乎」
```

壙誌的大致意思如下：
恭淑安僖榮妃服侍嘉靖帝時，無論早晚都勤勉盡職，小心謹慎，十餘年如一日。有一日，楊氏在嘉靖帝身邊服侍時，突然遭遇火災，火勢迅速蔓延，眾人都驚慌失措，紛紛躲避，唯獨楊氏在危急時刻仍緊隨皇帝左右，絲毫不離。嘉靖帝讚賞她的忠誠與謹慎，對她格外眷顧。過去，馮婕妤曾以身為漢元帝擋熊，受到時人的讚揚，而楊氏的忠誠堪與之媲美。嘉靖四十五年六月二十五日巳時，楊氏因病薨逝。嘉靖帝聽聞此噩耗後，深感惋惜，下令禮部厚辦喪儀，規格略同皇貴妃，並於七月初七日賜冊追封楊氏為榮妃，謚號曰恭淑安僖。嘉靖帝還下旨將恭淑安僖榮妃附葬於天壽山陵墓之旁，以示異於眾人的恩寵。人的壽命長短乃命中注定，唯有榮譽與名聲永垂不朽。楊氏以忠勤之德，生前蒙受厚恩，去世後獲得顯赫的封號，宮中人人稱頌，聲名將流傳百世，雖未能長壽，但她的聲名足以永垂不朽。